# نورثروب غرومان إم كيو-8 فاير سكاوت
نورثروب غرومان إم كيو-8 فاير سكاوت  (بالإنجليزية: Northrop Grumman MQ-8 Fire Scout)‏ هي مروحية أنتجت في الولايات المتحدة. من صناعة نورثروب غرومان. كان أول طيران لها في 2002.[بحاجة لمصدر] وسعر الطائرة الواحدة منها هو 14.6 مليون دولار.